# Vogtei (comune)
Vogtei è un comune tedesco con status di Landgemeinde di 4 261 abitanti situato nel land della Turingia.
Svolge il ruolo di "comune amministratore" (Erfüllende Gemeinde) nei confronti dei comuni di Kammerforst e Oppershausen.